# Sony Music Communications Inc.
Sony Music Communications Inc. (株式会社ソニー・ミュージックコミュニケーションズ?) también conocido como SMCI o SMC es una compañía que trabaja en la industria del entretenimiento, y es una de las empresas subsidiarias de Sony Music Entertainment.

## Historia
La compañía se creó el 21 de agosto de 1987 en un vecindario de Shinjuku en Tokio, Japón y se fue expandiendo entre 1974 y 1990 a medida que mejoraba el diseño, los procesos de fabricación y distribución, entre otros. Algunos de los eventos más importantes en la historia de la compañía fueron:
- En abril de 1991 la compañía cambia su nombre por el de Sony Music Communications (SMC).

Diseño y departamento de ventas, se trasladaron a la construcción Ichigaya Homat Horizon.
- En 1993 mediante la planificación y gestión de eventos, se inicia un negocio de desarrollo de tiendas.
- En 1994 la compañía inicia las operaciones de diseño de preimpresión, como paquetes de juegos y software de vídeo, y material de promoción al lanzamiento de la PlayStation de Sony Computer Entertainment Inc. La PlayStation queda establecida como una marca registrada de Sony Computer Entertainment.
- Entre 1994-1997 para fortalecer la fuerza de diseño, el diseñador que pertenece a la compañía discográfica de Sony Music Group, agrega un departamento de diseño de SMC.
- En 1995 es trasladado al edificio Sumitomo en Ichigaya.
- En agosto de 2000 obtiene el sistema de gestión ambiental ISO 14001.[6]
- En 2001 Sony Music Systems (ahora eje de Sony Music) guía la integración de la empresa con el mercado internacional. Se trasladó al edificio PYME en Ichigaya.
- En 2002 forma parte de Sony Music Entertainment (Sony Music Studios), e integra las ventas especiales.
- En 2004 la compañía planifica, y empieza el negocio de soluciones ecológicas ISO 14001 de 2004.
- En noviembre de 2004 obtiene la certificación forestal FSC.
- En noviembre de 2006 obtiene el sistema de gestión de seguridad de la información ISO 27001.[7]
- En 2007 la compañía desarrolla una política de gestión de calidad.[8]